# Edward Walery Janczewski
Edward Walery Janczewski (ur. 28 lutego 1887 w Krakowie, zm. 24 sierpnia 1959 tamże) – polski geolog i geofizyk, taternik i alpinista.

## Życiorys
Był synem Edwarda, profesora fizjologii roślin na Uniwersytecie Jagiellońskim. Matka była szwagierką pisarza Henryka Sienkiewicza. Od 1898 uczył się w Gimnazjum św. Anny (maturę uzyskał w 1906). Studiował fizykę i chemię na UJ (1906–1909) i na Uniwersytecie we Fryburgu, od 1910 roku geologię na Uniwersytecie w Lozannie. W 1914 uzyskał doktorat na podstawie rozprawy Le valée de Bagnes, étude de morphologie glaciaise. Po wybuchu I wojny światowej pozostał w Szwajcarii. W latach 1916–1920 zajmował się zawodowo zagadnieniami geomorfologicznymi brzeżnych stref alpejskich lodowców górskich, pomiarami topograficznymi oraz sejsmiką.
Do Polski powrócił w 1921 roku i rozpoczął pracę w Państwowym Instytucie Geologicznym w Warszawie, w którym zajmował się pracami kartograficznymi w ramach projektu przygotowań do sporządzenia szczegółowej mapy geologicznej kraju. Wykładowca Akademii Górniczo-Hutniczej w 1948 założył przy AGH Katedrę Geofizyki Stosowanej (istniejący do dziś Zakład Geofizyki). Prowadził liczne prace, zwłaszcza w zakresie geofizyki, w tym sejsmiki. Odkrył wysady solne w Wapnie, dzięki czemu powstała tam w 1911 kopalnia soli kamiennej, a także w Górze, gdzie również powstała kopalnia soli oraz nieeksploatowane później złoże w Barcinie. Przebadał też budowę znanego wcześniej wysadu solnego w Kłodawie.
Od roku 1908 uprawiał taternictwo. Został wtedy członkiem STTT, organizacji, która była zaczątkiem Klubu Wysokogórskiego. W roku 1909 wszedł samotnie północną ścianą na Mięguszowiecki Szczyt oraz jako pierwszy wszedł na Białczańską Przełęcz. W latach 1912–20 dużo chodził po Alpach. O swoich alpejskich wycieczkach sporo pisywał do „Taternika”.
Napisał podręcznik Geofizyczne metody poszukiwawcze.
Zmarł w Krakowie, pochowany na cmentarzu Rakowickim (kwatera Ł-płn-po lewej Nawratilów).

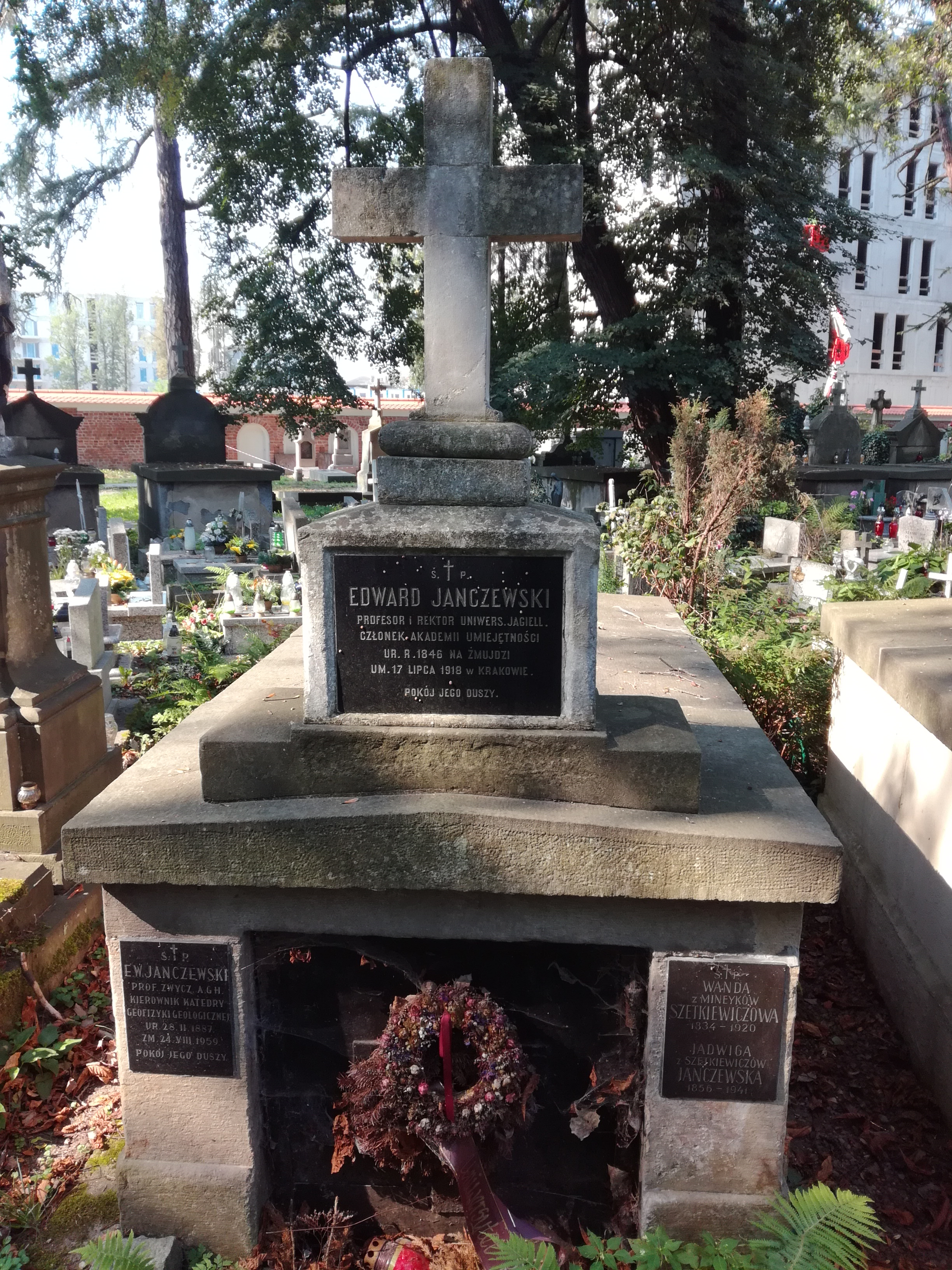
Grób prof. Edwarda Janczewskiego na cmentarzu Rakowickim

## Ordery i odznaczenia
- Krzyż Oficerski Orderu Odrodzenia Polski (1956)[4]
- Medal 10-lecia Polski Ludowej (15 stycznia 1955)[5]